# Tatsuya Mochizuki
Tatsuya Mochizuki (望月 達也 Mochizuki Tatsuya?), född 20 april 1963 i Shizuoka prefektur, är en japansk före detta fotbollsspelare och tränare.
Mochizuki började sin karriär 1982 i HFC Haarlem. 1986 flyttade han till SC Telstar. Efter Telstar spelade han för Yamaha Motors. Med Yamaha Motors vann han japanska ligan 1987/88. Han avslutade karriären 1990.
Mochizuki har efter den aktiva karriären verkat som tränare och har tränat Avispa Fukuoka, Shonan Bellmare, Vegalta Sendai och Kawasaki Frontale.